# Osservatorio astronomico di Campo Catino
L'osservatorio astronomico di Campo Catino, noto anche con l'acronimo OACC, è un osservatorio astronomico amatoriale italiano situato nell'omonima frazione del comune di Guarcino. Il suo codice MPC è 468 Astronomical Observatory, Campo Catino.

## Descrizione
L'osservatorio, attivo, dal marzo del 1987, nasce  per iniziativa dell'Associazione Astronomica Frusinate, fondata nel 1981, a compimento di due anni di lavoro di riadattamento di una vecchia casa cantoniera della provincia di Frosinone, in località Colle Pannunzio, che ne ha finanziato la ristrutturazione (1985/86). La Regione Lazio ha invece fornito la strumentazione scientifica e contribuisce alle ricerche dal 1988; ne è Direttore Mario Di Sora, già Presidente dell'UAI (2010-2019). Con la legge regionale 23/2000 è stato compreso tra gli osservatori astronomici tutelati dall'inquinamento luminoso con una fascia di 30 km di raggio, la più grande in Italia.
La strumentazione principale è costituita da:
- telescopio Ritchey-Chretien MARCON di 81 cm di diametro, F/8 e F/16;
- telescopio rifrattore apocromatico di 25 cm di diametro, F/9 con doppietto a due elementi di cui uno ED;
- camera Baker-Schmidt di 25 cm di diametro di ZEN, F/3;
- telescopio Ritchey-Chretien di 60 cm di diametro (new CAO in Cile);
- telescopio -Meade 16 ACF (CAT con cupola autonoma su edificio adiacente a quello principale);
- rifrattori e riflettori vari tra 12,7 e 35 cm per attività divulgative.

L'OACC dispone di una stazione osservativa nel deserto di Atacama presso l'Osservatorio del Sauce, denominata CAO (CampoCatino Austral Observatory), per permettere l'osservazione in remoto del cielo australe. Attualmente è in funzione una nuova versione del CAT (CampoCatino Automated Telescope) per il quale è stata realizzata una cupola più piccola rispetto a quella dello strumento principale. Il CAT, un Meade 16 ACF su SW EQ 8 effettua survey automatiche, sessioni di ricerca e collegamenti telematici di vario genere con finalità sia divulgative che didattiche.
Con scopi più propriamente divulgativi nel 2020, grazie alla Regione Lazio, è stata realizzata la Mostra "ESPLORANDO L'UNIVERSO 3.0", costituita da 110 pannelli suddivisi per argomento: Sistema Solare, Ammassi e Nebulose, Galassie e Grandi telescopi.   
Il Minor Planet Center lo accredita per la scoperta di 35 asteroidi, prevalentemente tra il 1998 e il 2005, di cui numerosi dall'osservatorio australe. Inoltre, con questo,  lo staff  dell'A.A.F. ha scoperto vari asteroidi accreditati anche a titolo personale. L'Osservatorio di Campo Catino è inoltre specializzato nello studio dell'inquinamento luminoso tanto da essere divenuto, negli ultimi anni, struttura leader in campo internazionale sul tema;: 1) per l'elaborazione del testo di provvedimenti legislativi e di vari protocolli d'intesa sottoscritti negli ultimi anni; 2) per le azioni di controllo e monitoraggio sul territorio del fenomeno; 3) per la soluzione tecnica di retrofit e adeguamento degli impianti non a norma.  
L'osservatorio di Campo Catino ha una propria divisione inquinamento luminoso che, dal 2000 ad oggi, ha effettuato oltre 3.500 controlli sul territorio del Lazio per verificare il rispetto della legislazione regionale in materia. Lo staff ha partecipato alla scoperta di dieci pianeti extra-solari in collaborazione con altri istituti e team di ricerca. L'osservatorio di Campo Catino ha anche realizzato tre documentari scientifici basati su riprese originali effettuate durante le numerose spedizioni cui i suoi membri hanno partecipato negli anni: Occhi nel cielo (1998), I giganti di Atacama (2003), Contatto cosmico (2017). "Il Cielo degli Osservatori - Astronomia nel Lazio" (2023). 
| 40436 Sylviecoyaud | 10 settembre 1999 |